# Шестеово
Шестèово или Шестèво, понякога Шестово (на гръцки: Σιδηροχώρι, Сидирохори, катаревуса: Σιδηροχώριον, Сидирохорион, до 1928 година Σίστεβο, Систево) е село в Егейска Македония, Гърция, в дем Костур, област Западна Македония.

## География
Селото отстои на 10 километра северно от демовия център Костур и на 5 километра северно от Костурското езеро, в областта Пополе в южните разклонения на планината Вич (Вици). На 5 километра на изток е село Тихолища (Тихио), на 10 на север – Жервени (Агиос Андониос), а на 4 на юг – Сетома (Кефалари). Разположено е на височина от 1040 m.

## История
Източно от Шестеово има останки от крепост, която Николаос Муцопулос идентифицира с Лонга или Лонгос, споменавана в средновековните източници.
B 1979 година, докато копае нивата си при селото, Никола Нотис открива каменен саркофаг с погребан знатен мъж. Главата е положена върху издълбан камък, на гърдите стоят четири сребърни накита, на кръста – останки от кожен колан със сребърни токи, при краката – части от червени ботуши. Камъкът е изследван в Германия, като е датиран към IX-XI в. По-късно на мястото разкопки прави и Муцопулос.

### В Османската империя
Според Тодор Симовски селото е основано от скотовъдци от Битолско заедно със съседното Черешница. В XV век в Шестайова са отбелязани поименно 60 глави на домакинства. В османските данъчни регистри от средата на XV век Шештаово е споменато с 22 глави на семейства и 1 неженен: Крузо, Яно, Стано, Коста, Никола, Димос, Герг, Никола, Яно, Герг, Никола, Янос, Димо, Васил, Мано, Яно, Стефан, Йован, Гюрко, Михо, Яно, Димо и Васил. Общият приход за империята от селото е 1574 акчета.
Александър Синве („Les Grecs de l’Empire Ottoman. Etude Statistique et Ethnographique“), който се основава на гръцки данни, в 1878 година пише, че в Систова (Sistova) живеят 600 гърци. В „Етнография на вилаетите Адрианопол, Монастир и Салоника“, издадена в Константинопол в 1878 година и отразяваща статистиката на населението от 1873 г., Тестеово (Testéovo) е посочено като село в Костурска каза с 80 домакинства и 140 жители мюсюлмани и 400 жители българи.
Според статистиката на Васил Кънчов („Македония. Етнография и статистика“) в 1900 година Шестеово има 890 жители българи християни.
На Етнографската карта на Битолския вилает на Картографския институт в София от 1901 година Шестево е чисто българско село в Костурската каза на Корчанския санджак със 130 къщи.
Според сведение на ръководителите на Илинденско-Преображенското въстание в Костурско Васил Чекаларов, Лазар Поптрайков, Пандо Кляшев, Манол Розов и Михаил Розов, изпратено до всички чуждестранни консулства в Битоля на 30 август 1903 в Шестеово от 180 къщи са изгорени 27 и са убити Янаки Илиев (110 г.), Илия Новачков (70), Настовица Вълковска (80), Николица Гавалова (70), Наковица Сърбинова (25), Султа Атанасова (30). Според друг източник са изгорени 30 къщи и 22 плевни. От Шестеово 57 души участват във въстанието, от които само Янаки Спасков пада убит.
В началото на XX век жителите на Шестеово са разделени в конфесионално отношение. По данни на секретаря на Българската екзархия Димитър Мишев („La Macédoine et sa Population Chrétienne“) в 1905 година в Шестово има 544 българи екзархисти и 496 българи патриаршисти гъркомани и функционират две български училища. По-късно цялото село приема върховенството на Българската екзархия.
Въ нашето село най-напрѣдъ се разви знамето. Ето на, кѫдѣ е Костуръ... Турцитѣ тукъ видѣха първо знамена, за това побързаха да ни нападнатъ и изколятъ. Нъ ние бѣхме взели всички мѣрки: за женитѣ и дѣцата бѣхме опрѣдѣлили мѣста за скривалища, а ние, три доста силни чети, направихме си яки позиции надъ селото. На 25 юлий цѣлата войска изпраздни Костуръ и се опаѫти къмъ нашето село. Населението напусна селото. Почна постоянно да се пушка. Войскитѣ влѣзнаха и на нѣколко мѣста въ селото избухна пожарь. Скоро тѣ се явиха надъ селото и като че ли се готвѣха да се спусната подиръ населението, нъ бѣха принудени да отстѫпятъ прѣдъ кръстосания огънь на нашитѣ чети. Дълго врѣме ние не можахме да устоимъ на безчислената сгань отъ войски, бащибозукъ и илявета, нъ държахме се, до като населениетостигне въ скривалищата на Черна гора.
Тукъ, въ Черна-гора, останахме цѣли 3 дни, подзе единъ старецъ съ съвсѣмъ набръчкано чело. Когато узнахме, че войскитѣ си заминали, ние се завърнахме въ село. То бѣ цѣло ограбено, а 30 кѫщи и 22 плѣвни изгорени. Двама старци и двѣ стари жени, които не успѣха да дойдатъ съ насъ, намѣрихме убити съ смазани глави. А труповетѣ на двѣ млади жени бѣха съвсѣмъ обезобразени. Останахме въ селото цѣлъ мѣсецъ. Прѣзъ това врѣме войски не дойдоха. Нъ на 31 августъ, слѣдъ неблагоприятното за войскитѣ сражение надъ Апоскепъ и слѣдъ отеглюване на четитѣ отъ тази мѣстность, войски и башибозукъ на ново нападнаха селото ни, което и съвсѣмъ ограбиха. Всички жени останаха само съ по една долня риза. Нещастната Мария Панова, невѣста, на която първо бѣха прѣдложиди да съблѣче всички горни дрехи, се съпротиви, нъ единъ залпъ отъ куршуми я уложи на мѣстото. Това всѣ неописанъ страхъ между женитѣ. Тѣ сами всички хвърлиха горнитѣ си дрехи на войскитѣ и башибозука. Тѣзи, които неуспѣваха на врѣме да извадятъ обѣтцитѣ отъ ушитѣ, скъсваха имъ ги заедно съ ушитѣ. Довечерьта бащибозукътъ ни откара и всичкия добитъкъ. Сега... останали сме голи и гладни. Нивитѣ си не можемъ да изработимъ. Тукъ тамъ, ако има засѣти ниви, то това стана съ голѣмъ трудъ чрѣзъ копане... На 31 авг. войскитѣ убиха още единъ нашъ съселянинъ, който се бѣше усналъда избавлява една мома, своя роднина, отъ явно изнасилвание. Башибозукътъ направи още много безчестия...
През ноември 1903 година българският владика Григорий Пелагонийски, придружаван от Наум Темчев, Търпо Поповски и председателя на Костурската българска община Григорий Бейдов, пристигат в Шестеово и раздават помощи на пострадалото при потушаването на Илинденското въстание население от околността. Владиката Герман Костурски се опитва безупешно да протестира на основа, че Шестеово е гръцко село. Делегация от селото до Костур обаче решава въпроса и помощите са раздадени. Според Наум Темчев от 120 къщи в селото, 30 са изгорени, а останалите ограбени.
Гръцка статистика от 1905 година представя селото като смесено българо-гръцко с 500 жители българи и 350 гърци. Според Георги Константинов Бистрицки Шестеово преди Балканската война има 120 български къщи.
В първите дни на април 1908 година властта претърсва селото, като обиските са съпроводени с изтезния и насилие.
По време на Балканската война 6 души от Шестеово се включват като доброволци в Македоно-одринското опълчение.
В 1915 година костурчанинът учител Георги Райков пише:
| „ | 2 1/2 ч. на северозапад от с. Вишени, на едно хълмисто място, е разположено с. Шестеово с 252 къщи. Селяните са чисти българи и си говорят на матерния си български язик. Имаха си българска църква, български свещеник, училище, български учители и учителки. За духовен началник признаваха Българския Екзарх Йосиф I. От това село е революционерът Петър войвода и четникът Насо. | “ |

На етническата карта на Костурското братство в София от 1940 година, към 1912 година Шестеово е обозначено като българско селище.

### В Гърция
През войната селото е окупирано от гръцки части и остава в Гърция след Междусъюзническата война. Гръцки войници нападат Д. Вангелова, но тя е спасена от притекли се на помощ жени от селото. Боривое Милоевич пише в 1921 година („Южна Македония“), че Шештеово има 150 къщи славяни християни.
Населението се занимава предимно със скотовъдство, а частично и със земеделие - произвежда главно картофи.
През 1927 година селото е прекръстено на Сидирохорион, в превод желязно село. Между 1914 и 1919 година 14 души от Шестеово подават официално документи за емиграция в България, а след 1919 година – 12. В селото има 12 политически убийства. Според Симовски от Илинденското въстание до Втората световна война към България и презокеанските страни се изселват 55 семейства с 239 души. В 1932 година са регистрирани 70 българофонски семейства, всички с „изявено славянско съзнание“.
След разгрома на Гърция от Нацистка Германия през април 1941 година в селото е установена българска общинска власт. В общинския съвет влизат Димитър Гавалов, Пенчо Малков, Алексо Дуров, Васил Майов, Тома Лазаров, Петър Пройков, Лазар Пашов, Кузма Лазов, Методи Малков, Димитър Димов. Шестеово пострадва от италианските окупатори. В 1945 в селото има 550 българофони, всички с „негръцко национално съзнание“. По време на Гръцката гражданска война селото също понася загуби – 44 души са убити, 462 души се изселват в социалистическите страни, а 159 деца от селото са изведени от комунистическите части извън страната като деца бежанци.
След войната започва масова емиграция отвъд океана, на което се дължи и драстичният спад на населението, регистриран от преброяванията.
| Име     | Име        | Ново име       | Ново име         | Описание                                  |
| ------- | ---------- | -------------- | ---------------- | ----------------------------------------- |
| Гумница | Γκούμνιτσα | Лонгорема      | Λογκόρεμα        | река Ю от Шестеово, десен приток на Влака |
| Биковик | Μπίκοβικ   | Лохагу Перцели | Λοχαγοῦ Περτσέλη | връх във Вич (1504 m), СЗ над Шестеово    |
| Плоча   | Πλότσα     | Плакес         | Πλάκες           | връх във Вич (1341 m), С над Шестеово     |
| Лазени  | Λάζενη     | Арванитиди     | Αρβανιτίδη       |                                           |

| Година    | 1913 | 1920 | 1928 | 1940 | 1951 | 1961 | 1971 | 1981 | 1991 | 2001 | 2011 | 2021 |
| --------- | ---- | ---- | ---- | ---- | ---- | ---- | ---- | ---- | ---- | ---- | ---- | ---- |
| Население | 602  | 573  | 628  | 609  | 315  | 190  | 162  | 182  | 155  | 125  | 82   | 92   |

## Личности
Родени в Шестеово
- Атанас Костадинов (Αθανάσιος Κωνσταντίνου), гръцки андартски деец, учител, агент от I ред[32]
- Атанас Новачев (Αθανάσιος Ναβατσής), гръцки андартски деец, учител, агент от I ред, убит в Тихолища[32] от Никола Рашайков, вследствие на което избухва Даскалтанасовата афера
- Атанас Петров (? – 1902), български революционер
- Атанас Петре, българин, православен, арестуван преди април 1904 година, обвинен, че е „бил член на българска чета, която убила 28 мюсюлмани по време на бунта“, затворен с решение на Костурския следствен отдел, лежал в Костурския затвор, амнистиран с общата амнистия от 12 април 1904 година[33]
- Атанас Янев (1883 – 1913), македоно-одрински опълченец, 3 рота на 12 лозенградска дружина, починал на 8 юни 1913 година[34]
- Борче Димовски (1942 – 2014), югославски борец
- Ване Доровски (? - 1947), войник на ДАГ, загинал на Гармос, при отбраната на Котелска кула[35]
- Васил Георгиев (Георгов, 1889/1890 – ?), македоно-одрински опълченец, 3 рота на 12 лозенградска дружина[36]
- Васил Тодоров, български революционер от ВМОРО, четник на Стефан Димитров[37]
- Василка Андонова Киричева (1922 – ?), ятачка на ЕЛАС в 1943 – 1944 г., участничка в Гражданската война на страната на ДАГ (1948 – 1949) в батальон с командир Алеврата, емигрантка в Полша (1949 – 1960), в 1960 година се установява във Варна, България, авторка на спомени[38]
- Григор Вангелов, деец на ВМОРО, писар в четата на Атанас Петров
- Григор Шестевенчето, български революционер, загинал преди 1908 година, погребан в братската могила в Апоскеп[39]
- Димитър, поп, българин, православен, арестуван преди април 1904 година, обвинен, че е „бил член на българска чета, която убила 28 мюсюлмани по време на бунта“, затворен с решение на Костурския следствен отдел, лежал в Костурския затвор, амнистиран с общата амнистия от 12 април 1904 година[33]
- Димитър Шестев, български революционер, загинал преди 1908 г., погребан в братската могила в Апоскеп[39]
- Кузман Шестоваров, български революционер от „Охрана“
- Ламбро Георгиев (1883 – ?), македоно-одрински опълченец, 2 рота на 10 прилепска дружина[40]
- Любка Рондова (1936 – 2016), известна българска певица
- Младен Кръстев (1862 – ?), македоно-одрински опълченец, 1 рота на 6 охридска дружина, носител на бронзов медал[41]
- Никола Христов (1874 – ?), македоно-одрински опълченец, 1 рота на 6 охридска дружина, в плен до 5 ноември 1913 година[42]
- Никола Димитров (1890 – 1986) – български политик, кмет на Варна
- Никола Шестоваров (? - 1944), български революционер, член на Българо-македонския революционен комитет
- Петър Малков (? – 1908), български революционер
- Паско Янев (1917 – 1989), български офицер, генерал-майор
- Търпена Попдимитрова (1884 – 1918), българска учителка и революционерка
- Христо Гаки, българин, православен, арестуван преди април 1904 година, обвинен, че е „бил член на българска чета, която убила 28 мюсюлмани по време на бунта“, затворен с решение на Костурския следствен отдел, лежал в Костурския затвор, амнистиран с общата амнистия от 12 април 1904 година[33]
- Христо Георгиев (1891 – ?), македоно-одрински опълченец, 1 рота на 6 охридска дружина, ранен на 8 юли 1913 година, носител на орден „За храброст“ IV степен[43]
- Христо Попов (1888 – 1907), български революционер, загинал на Ножот
- Яне Лазов (Шестевски, ?–1903), деец на ВМОРО, войвода на шестеовската чета по време на Илинденско-Преображенското въстание,[44] загинал[45]

Български общински съвет в Шестеово в 1941 година
- Димитър Гавалов
- Пенчо Малков
- Алексо Дуров
- Васил Майов
- Тома Лазаров
- Петър Пройков
- Лазар Пашов
- Кузма Лазов
- Методи Малков
- Димитър Димов[26]

Починали в Шестеово
- Кузман Стефов (1875 – 1902), български революционер, войвода на ВМОРО